# Fricativa bilabial sonora
La consonante fricativa bilabial sonora es un sonido del habla humana presente en algunas lenguas.
En español, este sonido puede ser encontrado como alófono de la consonante oclusiva bilabial sonora (cuyas grafías son b, v y a veces w). No obstante, el alófono más común es la aproximante bilabial; tanto la aproximante como la fricativa aparecen cuando el fonema se halla entre vocales o luego de una consonante que no sea nasal, como por ejemplo en "lavar", "la vaca", "alba" o "beber". El alófono fricativo se da principalmente en habla enfática, lo habitual es el alófono aproximante. En la mayoría de los dialectos del español, ambos alófonos nunca aparecen al principio de una palabra.
La consonante aproximante bilabial, se diferencia de la fricativa bilabial en que los labios no se tocan ni se produce la estridencia típica de una consonante fricativa. Los sonidos aproximantes se diferencian en transcripción fonética añadiendo el diacrítico " ̞". Así, compraba se transcribe /kompɾába/ -> [ko̞m'pɾaβ̞a]

## Símbolo
En el Alfabeto Fonético Internacional, la fricativa bilabial sonora es representada por la grafía beta (β), la cual proviene del alfabeto griego. El idioma griego moderno posee esta grafía, pero ya no suena como una fricativa bilabial sonora, sino como una fricativa labiodental sonora. Este cambio fue producido por contaminación fonética por parte del idioma latín, tal vez debido a la influencia del Imperio romano.

## Características
- Es una consonante fricativa, lo que significa que parte de su sonido es producido por una turbulencia de aire; no solo con las cuerdas vocales.
- Es un sonido sonoro, lo que significa que las cuerdas vocales vibran durante su articulación.
- Es un sonido central, lo que significa que el aire fluye por encima de la lengua; no por los lados de ella.
- Es una consonante bilabial, lo que significa que, para su articulación, solo se involucran los labios.